# Балакірєв Костянтин Михайлович
Костянтин Михайлович Балакірєв (рос. Константин Михайлович Балакирев; нар. 12 листопада 1911, Москва, Російська імперія — пом. 23 червня 1980, Москва, Російська РФСР, СРСР) — радянський військовий діяч, контрадмірал. Кандидат в члени ЦК КПУ у 1954 — 1956 роках.

## Життєпис
З 1926 року — у Червоній армії. У грудні 1926 року — жовтні 1928 року — курсант Української військово-підготовчої школи імені Фрунзе в місті Полтаві. З 1928 року служив у Військово-морському флоті СРСР. З жовтня 1928 по вересень 1932 року навчався у Військово-морському училищі імені Фрунзе з артилерійським ухилом.
У жовтні 1932 року — березні 1934 року — командир артилерійської групи, у березні 1934 року — червні 1935 року — помічник командира, у червні 1935 року — жовтні 1937 року — командир монітора «Ударний». Член ВКП(б) з 1937 року. У жовтні — листопаді 1937 року — виконувач обов'язків начальника Об'єднаної школи. У листопаді 1937 року — лютому 1938 року — виконувач обов'язків командира дивізіону моніторів. У лютому — травні 1938 року — командир 2-го дивізіону бронекатерів. У травні — листопаді 1938 року — виконувач обов'язків командира 1-го загону моніторів Дніпровської військової флотилії. У листопаді 1938 року — квітні 1940 року — начальник штабу 1-го загону моніторів Дніпровської військової флотилії. У квітні 1940 року — червні 1941 року — слухач командирського факультету Військово-морської академії імені Ворошилова, який завершив достроково на початку німецько-радянської війни.
Учасник німецько-радянської війни з червня 1941 року. У червні — серпні 1941 року — командир 2-го відділу (бойової підготовки) штабу Дунайської військової флотилії. У серпні 1941 року — лютому 1942 року — у розпорядженні заступника народного комісара Військово-морського флоту (ВМФ) СРСР. У лютому — квітні 1942 року — командир групи сторожових кораблів Ладозької військової флотилії. У квітні — жовтні 1942 року — у розпорядженні Командного управління Народного комісаріату ВМФ СРСР. У жовтні 1942 року — травні 1943 року — у розпорядженні Військової ради Балтійського флоту. У травні — вересні 1943 року — старший командир — оператор оперативного управління Головного морського штабу. У вересні 1943 року — квітні 1949 року — начальник штабу Дніпровської флотилії. У січні 1948 року — квітні 1949 року — 1-й заступник командувача Дніпровської флотилії.
У квітні 1949 року — квітні 1950 року — командир Сейсінської військово-морської бази 5-го ВМФ СРСР. У квітні 1950 року — грудні 1952 року — командир Владимиро-Ольгинської військово-морської бази 5-го ВМФ СРСР.
У грудні 1952 року — грудні 1954 року — командир Одеської військово-морської бази Чорноморського флоту. У грудні 1954 року — жовтні 1956 року — слухач військово-морського факультету Вищої військової академії імені Ворошилова. У жовтні — грудні 1956 року — у розпорядженні Головнокомандувача ВМФ СРСР. У грудні 1956 року — березні 1958 року — командир Біломорської військово-морської бази Північного флоту.
У березні — серпні 1958 року — старший військовий радник командувача ВМФ Південнокитайського моря. У серпні 1958 року — лютому 1959 року — радник начальника Головного штабу ВМС НВА Китайської Народної Республіки. У лютому 1959 року — вересні 1960 року — військовий спеціаліст при начальнику Головного штабу ВМС НВА Китайської народної республіки. У вересні 1960 року — березні 1962 року — командир Потійської військово-морської бази Чорноморського флоту. У березні 1962 року — вересні 1965 року — уповноважений Центральної групи, у вересні 1965 року — вересні 1969 року — уповноважений постійної комісії Управління державного приймання кораблів ВМФ СРСР.
З вересня 1969 року — у відставці через хворобу. Проживав у Москві. Похований на Кунцевському цвинтарі.

## Звання
- контрадмірал (3.11.1951)

## Нагороди
- орден Леніна (1942)
- три ордена Червоного Прапора (1943, 1945, 1947)
- орден Нахімова 2-го ст. (1944)
- орден Червоної Зірки (1944)
- польський орден «Хрест Грюнвальда» бронзового ступеня
- польський Хрест ордена «Віртуті Мілітарі» 5-го класу
- медалі